# 画面切り替えスクロール
画面切り替えスクロールとは、アクションロールプレイングゲームなどのコンピューターゲームで「固定された画面の中で主人公が画面の端に近づくと1画面分だけ画面がスクロールして新たな画面に切り替わる方式」である。　類似のものでフリップスクリーン（flip-screen)があるが、こちらはスクロールせずに次の画面が現れるものであり異なる。
1985年3月に登場した『ハイドライド』MSX版が最初に搭載し、1986年2月に登場した『ゼルダの伝説』ディスクシステム版がハードウェアスクロールに置き換えることでより滑らかにスクロールさせたものである。このため、俗にゼルダスクロールとも称される。

## 画面切り替えスクロールを使用した代表的作品
- ハイドライドシリーズ
- ゼルダの伝説
- どうぶつの森